# 건흥 (성한)
건흥(建興)은 중국 성한(成漢) 성도왕(成都王) 이웅(李雄)이 사용한 연호이다. 304년 10월에서 306년 6월까지 1년 9개월 동안 사용하였다. 304년 10월, 이류(李流)의 뒤를 이어 즉위한 이웅은 성도왕을 자칭하며 개원하였다.
같은 시기에 사용된 다른 연호로는 서진(西晉)에서 사용한 건무(建武 : 304년), 영안(永安 : 304년), 영흥(永興 : 304년 ~ 306년), 광희(光熙 : 306년), 전조(前趙)에서 사용한 원희(元熙 : 304년 ~ 308년)가 있다.

## 연대대조표
| 건흥                | 원년                                            | 2년        | 3년                 |
| 서력                | 304년                                           | 305년      | 306년               |
| 육십간지 (六十干支) | 갑자(甲子)                                      | 을축(乙丑) | 병인(丙寅)          |
| 서진 (西晉)         | 건무(建武) 원년 영안(永安) 원년 영흥(永興) 원년 | 2년        | 3년 광희(光熙) 원년 |
| 전조 (前趙)         | 원희(元熙) 원년                                 | 2년        | 3년                 |

## 같이 보기
- 다른 왕조의 같은 연호
  - 촉한(蜀漢) 건흥(223년 ~ 237년)
  - 손오(孫吳) 건흥(252년 ~ 253년)
  - 서진(西晉) 건흥(313년 ~ 317년)
  - 전량(前凉) 건흥(313년 ~ 361년)
  - 후연(後燕) 건흥(386년 ~ 396년)

- 중국의 연호

| 이전 연호 건초(建初) | 중국의 연호 성한(成漢) | 다음 연호 안평(晏平) |